# Ana Grbac
Ana Grbac est une joueuse de volley-ball croate née le 23 mars 1988 à Rijeka. Elle mesure 1,87 m et joue au poste de passeuse. Elle totalise 28 sélections en équipe de Croatie.

## Clubs
| Club                 | De        | À         |
| -------------------- | --------- | --------- |
| ŽOK Rijeka           | 2002-2003 | 2005-2006 |
| Sirio Perugia        | 2006-2007 | 2007-2008 |
| ŽOK Rijeka           | 2008-2009 | 2008-2009 |
| VBC Voléro Zurich    | 2009-2010 | 2010-2011 |
| Budowlani Łódź       | 2011-2012 | 2011-2012 |
| Azerrail Bakou       | 2012-2013 | 2012-2013 |
| Lokomotiv VK         | 2013-2014 | 2013-2014 |
| VBC Voléro Zurich    | 2014-2015 | 2014-2015 |
| CS Volei Alba-Blaj   | 2015-2016 | 2016-2017 |
| MKS Dąbrowa Górnicza | 2017-2018 | 2017-2018 |
| A.O. Thiras          | 2018-2019 | 2018-2019 |
| Maccabi AOV Ashdod   | 2019-2020 | 2019-2020 |
| GEN-I Volley         | 2020-2021 | …         |

## Palmarès

### Clubs
- Ligue des champions
  - Vainqueur : 2008.
- Coupe de la CEV
  - Vainqueur : 2007.
- Championnat de Croatie
  - Vainqueur : 2009.
- Championnat d'Italie
  - Vainqueur : 2007.
- Coupe d'Italie
  - Vainqueur : 2007.
- Supercoupe d'Italie
  - Vainqueur : 2007.
- Championnat de Suisse
  - Vainqueur : 2010, 2015.
- Coupe de Suisse
  - Vainqueur : 2010, 2015.
- Championnat de Roumanie
  - Vainqueur : 2016, 2017.
- Supercoupe de Roumanie
  - Finaliste: 2016.
- Coupe de Roumanie
  - Vainqueur : 2017.
- Coupe de Grèce
  - Finaliste : 2019.

### Distinctions individuelles
- Championnat d'Europe féminin de volley-ball des moins de 18 ans 2005: Meilleure passeuse.
- Championnat du monde de volley-ball féminin des moins de 18 ans 2005: Meilleure serveuse.